# Marijampolestraße
Die Marijampolestraße ist eine Straße im Stadtteil Hand von Bergisch Gladbach im Rheinisch-Bergischen Kreis.
Die Straße wurde 1993 nach der litauischen Stadt Marijampolė benannt, zu der Bergisch Gladbach seit 1989 eine Städtepartnerschaft unterhält. Die Straße schließt räumlich an das Namensfeld osteuropäischer Städte an, das nach dem Zweiten Weltkrieg als Siedlungskomplex durch die Aufnahme von Flüchtlingen entstanden ist.